# Justine Henin
Pour les articles homonymes, voir Henin.
Justine Henin, née le 1er juin 1982 à Rocourt (Liège) en Belgique, est une  joueuse professionnelle de tennis belge.
Elle est l'une des joueuses dominantes des années 2003 à 2008 et se construit un palmarès riche de 43 titres en simple (dont 7 levées du Grand Chelem, 1 médaille d'or olympique et 2 masters) grâce à la variété de son jeu dont John McEnroe qualifia le revers à une main de « meilleur revers du monde », hommes et femmes confondus.
Lors d'une conférence de presse du 14 mai 2008, alors dans sa 117e semaine au sommet de la hiérarchie, elle annonce à la surprise générale mettre un terme immédiat à sa carrière sportive. Le 22 septembre 2009, elle annonce son retour à la compétition au début de l'année 2010. Blessée au coude en juin 2010, elle ne peut toucher une raquette pendant six semaines, et se voit forcée de renoncer aux tournois de l'été 2010. Elle revient à la compétition en janvier 2011, mais de nouveaux examens médicaux effectués après son élimination au troisième tour de l'Open d'Australie 2011 montrent que sa blessure est plus sérieuse qu'il n'y paraît. En conséquence, elle annonce son retrait définitif de la compétition le 26 janvier 2011. 
Après sa carrière sportive, elle crée un centre de formation professionnelle de tennis, la Justine Henin Academy. Elle est la lauréate du Prix Philippe Chatrier 2023, une récompense décernée par la Fédération internationale de tennis.
Elle est la maman de Lalie depuis le 20 mars 2013 et de Victor depuis le 3 mai 2017.

## Carrière tennistique

### Enfance
Justine Henin grandit dans la commune de Rochefort, plus précisément à Han-sur-Lesse en Région wallonne, situé dans la province de Namur et dans l'arrondissement de Dinant.
Elle a deux frères aînés (David et Thomas) et une sœur cadette (Sarah). Alors qu'elle n'a que quatre ans, elle s'initie au tennis de table dans la salle de jeu de la maison de la Poste. L'année suivante, elle fait ses premiers pas sur un court de tennis, à proximité de la maison familiale.
L'entraîneur (Gabriel Gonzalez) remarque immédiatement le potentiel de la jeune fille qui, déjà dotée d'une technique très perfectionnée, surclasse ses partenaires d'entraînement. Très vite, il entame avec elle des cours particuliers.
Justine Henin passe son premier test officiel en compétition alors qu'elle n'a que six ans et demi.

### En juniors
Formée pendant plus de sept ans par Gabriel Gonzalez, Justine Henin est entraînée, à partir de ses quatorze ans, par le Belgo-Argentin Carlos Rodríguez dont elle ne se séparera plus.
En 1994, elle remporte le Championnat de Belgique dans la catégorie cadets. L'année suivante, le décès de sa mère lui fait traverser une période difficile qu'il lui arrivera, plus tard, d'évoquer régulièrement dans la presse. Elle remporte cependant l'Orange Bowl en 1996 (moins de quatorze ans).
À quinze ans et deux mois, elle gagne Roland-Garros junior en 1997, battant Cara Black en finale. Elle est la première Belge depuis la création du tournoi junior, en 1947, à décrocher l'épreuve[réf. nécessaire]. Ce tournoi et la terre battue deviennent définitivement sa surface de prédilection.

#### TitresITFen simple
- Le Touquet, France (10 000 $)
- Coxyde, Belgique (10 000 $)
- Gelos, France (10 000 $)
- Grenelefe, Floride (25 000 $)
- Ramat Ha-Sharon, Israël (25 000 $) et le double dames avec Kim Clijsters
- Reims, France (25 000 $)
- Liège, Belgique (50 000 $)

### Première carrière professionnelle

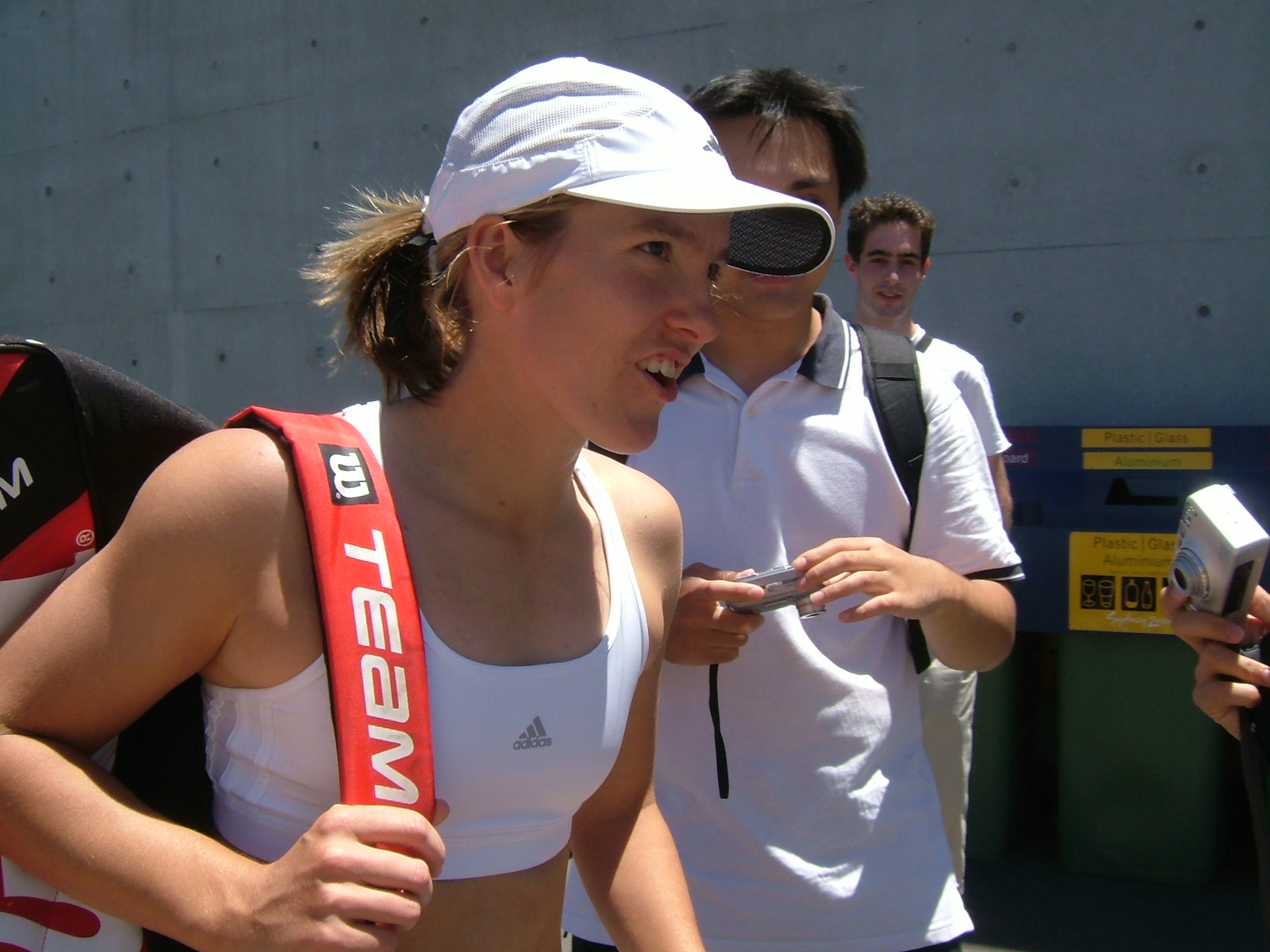
Justine Henin à Sydney en 2005.

#### 1999
1999 marque les débuts de Justine Henin dans la carrière des joueuses professionnelles.
Sa toute première expérience sur le circuit WTA, dans un tier IV d'Anvers disputé sur terre battue, est un coup de maître : alors classée 178e mondiale et issue des qualifications, elle remporte l'épreuve en battant la Française Sarah Pitkowski (35e) en finale. Au bénéfice de cette victoire, elle bondit à la 106e place.
Deux semaines plus tard, Henin participe à son premier Grand Chelem, à Roland-Garros. Après s'être extirpée des qualifications sans perdre un set, elle passe le premier tour, puis tombe face à Lindsay Davenport (numéro deux mondiale), non sans enlever le deuxième set.
La suite de la saison, sur des surfaces plus rapides, s'avère plus difficile. Absente à Wimbledon, elle ne franchit pas le premier tour à l'US Open, battue par Amélie Mauresmo (déjà finaliste cette année-là à l'Open d'Australie). Elle réalise sa meilleure performance en septembre, à l'occasion du Tournoi de Luxembourg, où elle s'incline en quarts contre sa compatriote Sabine Appelmans.
À l'issue de l'année, Justine Henin pointe au 69e rang du classement WTA.

#### 2000
2000 voit Justine Henin poursuivre son apprentissage et se forger de l'expérience.
À l'Open d'Australie, elle perd au deuxième tour contre la numéro un mondiale, Martina Hingis. Des problèmes physiques, récurrents dans sa carrière, l'écartent des terrains pendant la saison de terre battue. Forfait à Roland-Garros, elle échoue au premier tour de Wimbledon contre Arantxa Sánchez, pourtant peu à l'aise sur gazon.
En août, elle franchit une nouvelle étape : pendant la tournée américaine sur dur, elle se qualifie pour le deuxième tour de l'Open du Canada et de New Haven. Ces bons résultats lui permettent d'aborder l'US Open avec confiance. Elle réussit en effet à se hisser en huitièmes de finale (le premier de sa carrière) ; là, elle retrouve Davenport qui la balaye en deux sets.
Bien que n'ayant gagné aucune épreuve, Justine Henin termine 48e mondiale.

#### 2001
Les efforts sur le dur de l'an 2000 payent enfin avec les premiers tournois de l'année gagnés en Australie, Canberra et Gold Coast. Il s'agit cependant de Tiers III, et à l'Open d'Australie, elle échoue à nouveau en huitième face à une autre grande joueuse, Seles, 10e mondiale, au cours d'un match en trois sets serrés. Le reste de sa saison sur dur sera décevant, puisqu'elle sera notamment battue au deuxième tour d'Indian Wells, Tiers 1, par sa compatriote Kim Clijsters.
La saison de terre battue débute également mal, Justine n'arrivant même pas en finale sur trois tournois.
Mais à Roland-Garros, un tableau dégagé permet à Justine d'arriver en demi-finale. À nouveau face à Kim, elle gagne le premier set puis craque mentalement. Justine enchaîne cependant immédiatement avec le tournoi sur herbe de Bois-le-Duc, qu'elle remporte face à Clijsters.
Revigorée, son tableau à Wimbledon est encore une fois favorable jusqu'en demi mais moins à l'aise, elle devra quand même batailler deux fois en trois sets, notamment contre Anke Huber. En demi-finale, elle bat Jennifer Capriati, vainqueur des deux premiers tournois du Grand Chelem. En finale, elle se retrouve contre Venus Williams, la spécialiste du gazon des années 2000 : elle perd avec les honneurs en trois sets.
Après ces succès, l'US Open la voit échouer à nouveau sur cette surface en huitième, contre la redoutable Serena Williams, qui ira jusqu'en finale. Elle finit la saison avec deux autres finales sur dur, dont à Filderstadt, un Tiers 2, où Davenport la bat en deux sets.
Au terme de la saison, Justine a gagné des tournois sur toutes les surfaces sauf la terre battue, et elle a atteint la septième place mondiale. Par ailleurs, avec Kim Clijsters, Laurence Courtois et Els Callens, elle offre également la Fed Cup, l'équivalent féminin de la Coupe Davis de tennis, à la Belgique.
La même année, Justine Henin a joué pour le club de tennis Weiß-Blau Schweinfurt, en Allemagne.

#### 2002
La saison sur dur du début d'année commence par son premier quart de finale à l'Open d'Australie, battue une nouvelle fois par Clijsters. Au Tournoi d'Anvers chez elle, un Tiers 2, bien que sur dur, elle réussit à faire jouer trois sets à Venus Williams.
La saison de terre battue se résume d'abord à des finales Williams-Henin. En finale d'Amelia Island, sur terre battue, elle perd 6-2, 7-6, 7-5, et ce n'est qu'à l'Open d'Allemagne, un Tiers 1, qu'elle bat Serena Williams pour la première fois.
Elle enchaîne immédiatement sur un troisième tournoi en trois semaines, où elle est battue par Serena en deux sets. Est-ce lié? Souffrante, elle décide en tout cas de participer à Roland-Garros. C'est un désastre : elle perd au premier tour face à Anikó Kapros sur le score de 6-4, 1-6, 0-6.
Mais comme en 2001, elle est rapidement remise pour le gazon et est double demi-finaliste à Bois-le-Duc et Wimbledon, battue ici encore par une Williams en deux sets, après avoir battu Seles pour la première fois en quart de finale.
À l'US Open, elle déçoit en étant éliminée en huitièmes contre Daniela Hantuchová et ne gagnera qu'un deuxième tournoi en fin d'année, le Tournoi de Leipzig, mais sans tête d'affiche.
L'année, peu brillante, se termine cependant avec une nouvelle progression, la cinquième place, due à sa régularité.
Consciente de sa stagnation, Justine décide pendant l'hiver de se muscler afin de franchir un nouveau cap, sous la direction d'un entraîneur sportif renommé, Pat Etcheberry. Dans un cadre paradisiaque en Floride, Justine subit donc une véritable torture physique pour arriver à ses fins.

#### 2003
En 2003, Justine Henin se révèle réellement et impose sa domination sur le circuit WTA.
En janvier, lors des huitièmes de finale de l'Open d'Australie, elle s'impose face à Lindsay Davenport en trois sets au terme d'un match épique (7-5, 5-7, 9-7). Bien que leur affrontement ait duré 3 h 13 min dans la fournaise de la Rod Laver Arena, elles n'ont pas battu le record du match le plus long de l'ère Open du tennis féminin. C'est la première fois que Justine Henin arrive à prendre l'avantage sur une joueuse qui jusque-là avait pu tabler sur son expérience dans les cinq rencontres qui les avaient opposées. L'accès à la finale lui est ensuite barré par Venus Williams.
Le 7 juin 2003, Justin Henin soulève son premier trophée du Grand Chelem à Roland-Garros, le tournoi qui lui tient le plus à cœur, en battant en finale sa compatriote Kim Clijsters. À ses yeux, cette victoire n'est toutefois pas un aboutissement mais une simple étape.
À l'US Open, le 25 août 2003, Justine Henin remporte son deuxième tournoi en Grand Chelem grâce à une nouvelle victoire en finale face à Kim Clijsters. Pour arriver à ce stade, elle est contrainte de livrer en demi-finale un éprouvant combat contre l'Américaine Jennifer Capriati. Elle finit par s'imposer dans la douleur en 3 h 13 min lors du troisième set 7-6 (7 points à 4 au tie-break). Dans ce match, qui s'est terminé un peu plus tard que minuit à New York, Capriati s'est retrouvée pas moins de onze fois à 2 points de la victoire. Bien que prise de crampes, Justine Henin ne baisse jamais les bras et refuse de s'incliner. Dans la nuit qui suit le match, elle doit être mise sous perfusion. Le 20 octobre, elle ponctue sa saison en supplantant Kim Clijsters au rang de numéro un mondiale.

#### 2004
Le 31 janvier 2004, Justin Henin ajoute un troisième tournoi du Grand Chelem à son palmarès en remportant l'Open d'Australie, toujours face à Kim Clijsters en finale, en 3 sets. Elle confirme ensuite son statut de numéro un mondiale en s'adjugeant deux autres tournois en février et mars 2004. Lors du tournoi d'Amelia Island, elle découvre qu'elle souffre d'hypoglycémie et s'incline en demi-finale face à Amélie Mauresmo après s'être battue pendant 3 sets. Des examens médicaux réalisés en Belgique montrent qu'elle a contracté un cytomégalovirus, qui l'oblige à rester écartée des courts pendant plusieurs mois.
Elle confie qu'il lui arrivait pendant cette période de dormir 18 heures par jour et d'être dénuée de toute force physique. Désignée première tête de série pour le tournoi de Roland-Garros, alors qu'elle n'est pas entièrement guérie, elle se défait de son amie Sandrine Testud au premier tour mais chute ensuite face à l'Italienne Tathiana Garbin. Elle décide par la suite de déclarer forfait pour le tournoi de Wimbledon.
Justin Henin revient sur le circuit au mois d'août, à l'occasion des Jeux olympiques d'été de 2004 et ne rate pas son retour : le 21 août 2004, elle remporte la médaille d'or face à Amélie Mauresmo en finale après avoir remporté une demi-finale difficile, lors de laquelle elle était menée 5-1 dans le troisième set, contre la Russe Anastasia Myskina.
Le reste de sa saison est terne. Toujours minée par la maladie, Justine Henin ne peut éviter au quatrième tour une élimination des mains de Nadia Petrova à l'US Open. Sur les conseils de ses médecins, elle renonce à jouer au tennis pour la suite de la saison, en attendant de récupérer entièrement de la maladie qui l'a frappée. Le 12 septembre, elle perd donc sa place de numéro un mondiale.

#### 2005
La saison commence mal, puisque blessée au genou (tendinite), Justine Henin est contrainte de déclarer forfait pour le tournoi de Sydney et l'Open d'Australie.
Ce n'est donc que le 25 mars 2005 que Justine retourne sur le circuit lors du NASDAQ-100 Open de Miami. Malgré plus de 6 mois d'inactivité, elle ne s'incline qu'en quarts de finale face à la numéro deux mondiale, Maria Sharapova.
Lors de son deuxième tournoi de l'année, un Tiers 1 à Charleston, elle s'impose sur sa surface la terre battue, grâce notamment à des succès face à la numéro un mondiale Lindsay Davenport, et la tête de série no 2 et finaliste de Roland-Garros 2004 Elena Dementieva. De fait elle rafle tout sur cette surface, à Varsovie, l'Open d'Allemagne, malgré de nombreux matchs en trois sets (8 matchs sur 17).
À Roland-Garros, tête de série no 10, Justine hérite d'un tableau délicat, où elle est notamment opposée aux Espagnoles spécialistes de la terre battue Conchita Martínez, Virginia Ruano Pascual, Anabel Medina Garrigues. Cela donne deux nouveaux matchs en trois sets. Face à Svetlana Kuznetsova, sa plus dangereuse rivale sur cette surface, Justine sauve deux balles de match et finit par s'imposer en 3 manches après 3 h 15 min. Mise en confiance, elle bat facilement Nadia Petrova en demi-finale et le 4 juin 2005, elle ajoute une deuxième fois son nom au palmarès des vainqueurs de Roland-Garros en battant Mary Pierce en finale par un score sans appel de 6-1, 6-1.
Blessée depuis plusieurs mois aux ischio-jambiers, elle fait l'impasse sur le tournoi de gazon préparatoire d'Eastbourne, puis est battue au premier tour du Wimbledon, sa série de 24 matchs sans défaite prenant fin face à la Grecque Eleni Daniilidou (6-7, 6-2, 5-7). Elle décide ensuite de déclarer forfait pour le tournoi de San Diego.
En août, elle retourne sur le circuit à Toronto, un Tiers 1, en tant que quatrième tête de série de l'épreuve, et atteint la finale. Mais elle doit s'incliner face à la future vainqueur de l'US Open, Kim Clijsters (5-7, 1-6).
En septembre, Justine est désignée tête de série no 7 à l'US Open. Tout va bien jusqu'en huitième de finale, où elle retrouve celle qu'elle avait battu à Roland, Mary Pierce, qui la domine (3-6, 4-6). Toujours en septembre, elle est contrainte de déclarer forfait pour le tournoi de Luxembourg, souffrant encore des ischio-jambiers.
S'ensuit une période de repos et d'entraînement, suivie par une reprise de la compétition en octobre, au tournoi indoor allemand de Filderstadt, où elle perd au second tour face à Flavia Pennetta (4-6, 3-6). Après cette contre-performance, elle jette l'éponge sur les tournois de Zurich et de Linz et met un terme à sa saison 2005 le 31 octobre sans participer (bien que mathématiquement qualifiée) aux Masters, épreuve finale ponctuant le calendrier féminin où les 8 meilleures du monde s'affrontent pour le titre.
Le bilan de l'année 2005 est de 34 victoires pour 5 défaites, un tournoi du Grand Chelem, deux tournois Tiers 1 et une huitième place mondiale, un bon bilan malgré des blessures. Les journalistes américains de Tennis Magazine ont élu Justine Henin au 31e rang des "quarante plus grands champions de tennis de ces quarante dernières années" (hommes & femmes confondus), derrière Arthur Ashe (30e) et devant Tracy Austin (32e).

#### 2006

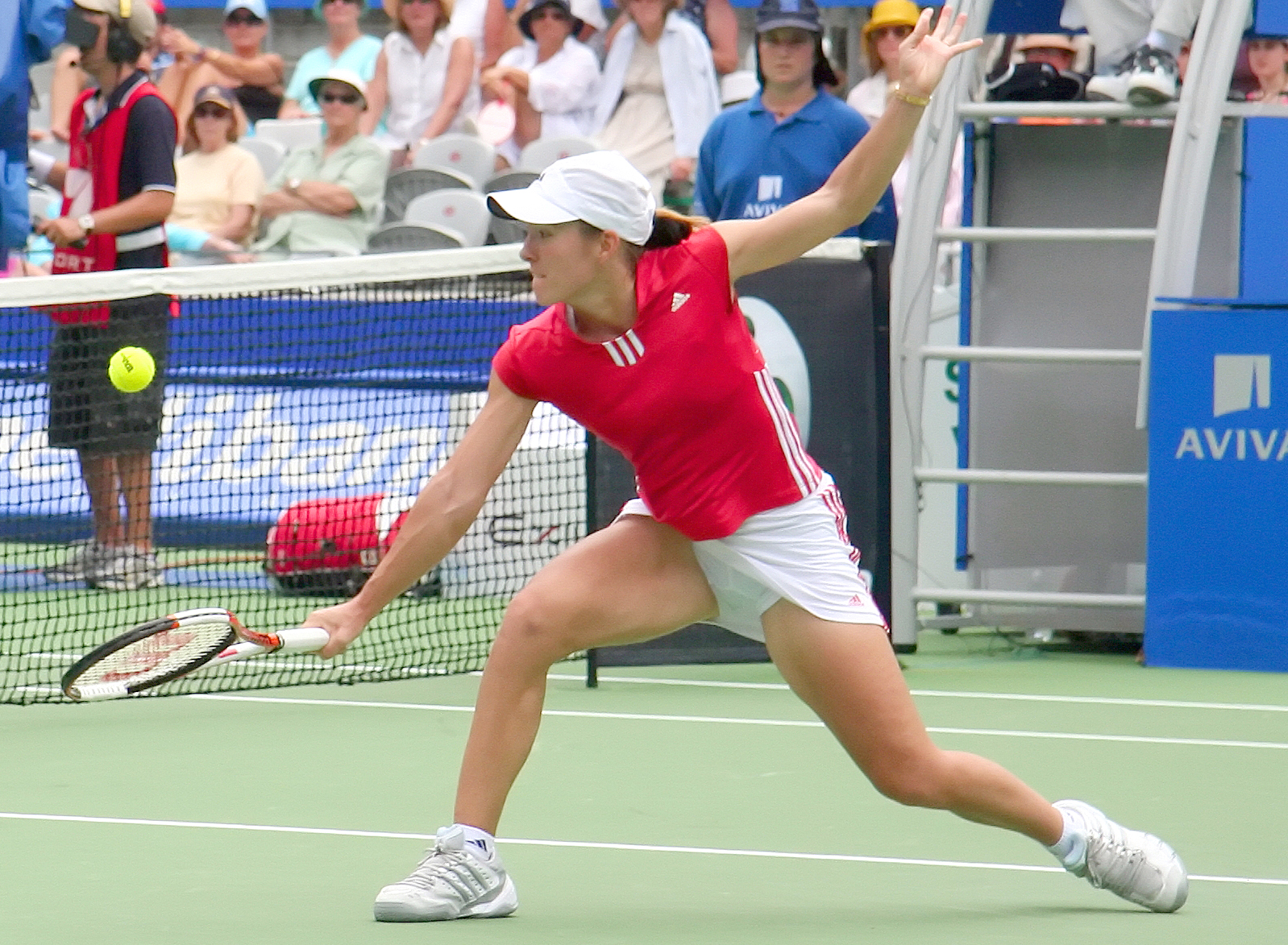
Justine Henin, 2006 Medibank International, Sydney, Australie.

Justine commence la saison à Sydney, tournoi préparatoire au cours duquel elle élimine successivement Martina Hingis au premier tour (6-3, 6-3) et Vera Dushevina au second, bénéficie du forfait de Nadia Petrova au 3e et bat Svetlana Kuznetsova en demi-finale. Elle remporte le tournoi après un match de près de trois heures contre l'Italienne Francesca Schiavone.
En janvier 2006 à l'Open d'Australie Justine, tête de série numéro 8, s’incline en finale face à Amélie Mauresmo: elle abandonne dans le deuxième set alors qu’elle était menée 6-1, 2-0, se plaignant de problèmes gastriques, probablement causés par la prise trop importante d'anti-inflammatoires pour lutter contre des douleurs récurrentes à l'épaule droite. Cet abandon a été l'objet de controverses, notamment dans la presse anglo-saxonne, et en particulier australienne. Il s’agit par ailleurs là de la première défaite de Justine en finale d’un tournoi du Grand Chelem depuis Wimbledon 2001, où elle s’était inclinée face à Venus Williams.
Trois semaines après, elle est à Dubaï et pour la 3e fois en autant de participations, Justine le remporte face à Maria Sharapova et s'adjuge ainsi le 25e titre de sa carrière. Cette nouvelle victoire lui permet de grimper d'une place au classement WTA lors de sa parution le lundi 27 février. Justine compte désormais 12 victoires consécutives à Dubaï. Désignée tête de série numéro un à Indian Wells, Justine élimine aisément la Bulgare Tsvetana Pironkova (qui avait vaincu Venus Williams à l'Open d'Australie), Ai Sugiyama et Gisela Dulko, mais est battue en trois sets par Elena Dementieva en demi-finale.
Malgré une gêne au genou et des douleurs dorsales, elle participe à l'Open de Miami, mais est battue au deuxième tour par Meghann Shaughnessy. À Charleston, Justine s'incline en demi-finale du tournoi qu'elle avait remporté en 2003 et 2005. Alors 3e joueuse mondiale et 1re tête de série, « Juju » s'est inclinée 2-6, 6-3, 6-2 en 1 h 46 min face à Patty Schnyder, qui a ainsi mis un terme à une série de 27 succès d'affilée de Justine sur terre battue.
Pour son retour en Fed Cup à Liège, Justine s'impose face à Nadia Petrova au cours d’un match de près de trois heures (6-7, 6-4, 6-3) et remporte le tournoi le lendemain, en battant Elena Dementieva (6-2, 6-0 en 1 h 11 min de jeu).
Justine décide ensuite de ne pas aller à Varsovie et reprend la compétition à Berlin où elle échoue en finale face à Nadia Petrova en 3 sets.
C'est en tant que 5e tête de série que Justine aborde Roland-Garros. Elle passe sans encombre les trois premiers tours, se défait d'Anastasia Myskina en 2 sets puis de Anna-Lena Grönefeld. En demi-finale, elle affronte Kim Clijsters. Présenté comme une finale avant la lettre, le match déçoit quelque peu et Justine l'emporte 6-3, 6-2. Le samedi 10 juin 2006, Justine remporte son troisième titre à Roland-Garros en battant la Russe Svetlana Kuznetsova 6-4, 6-4. Le 24 juin 2006, Justine décroche le 27e titre de sa carrière en battant Anastasia Myskina en finale du tournoi de Eastbourne sur le score de 4-6, 6-1, 7-65.
Tête de série no 3 à Wimbledon, elle s'incline en finale face à Amélie Mauresmo 6-2, 3-6, 4-6. Justine déclare ensuite forfait pour les demi-finales de la Fed Cup contre les États-Unis et pour le tournoi de Montréal en raison d'une blessure au genou. Elle reprend la compétition à New Haven où elle bat Medina, Santangelo, Kuznetsova pour atteindre la finale. Elle y affronte l'Américaine Lindsay Davenport, contrainte d'abandonner à cause de douleurs persistantes à l'épaule droite. Grâce à ce 5e titre de la saison, Justine gagne une place au classement WTA et occupe la deuxième place derrière Amélie Mauresmo.
Désignée tête de série no 2 à l'US Open, Justine arrive pour la quatrième fois de l'année en finale d'un Grand Chelem grâce à des victoires sur Camerin, King, Sugiyama, Peer, Davenport et Jelena Janković. Elle est battue en finale par Maria Sharapova (4-6, 4-6).
Aux Masters, à Madrid, malgré des soucis physiques, Justine termine néanmoins deuxième de son groupe qualificatif et bat Maria Sharapova en demi-finale (6-2, 7-6). En finale, elle s'impose face à Amélie Mauresmo (6-4, 6-3) et remporte pour la première fois les Masters. Elle termine la saison en retrouvant le titre de no 1 mondiale qu'elle avait abandonnée en septembre 2004. Seul le titre à Wimbledon manque encore à son palmarès. Lors de cette saison 2006, Justine a engrangé 4 204 810 de dollars en prize money.
Le 14 décembre 2006, Justine a reçu à Roland-Garros une nouvelle distinction, celle de championne de l'Unesco, qui lui a été remise des mains de Kōichirō Matsuura, directeur général de l'organisation. Justine est la première femme à être ainsi distinguée, elle rejoint des sportifs prestigieux, tels que le judoka David Douillet, le pilote de Formule Un Michael Schumacher ou le perchiste Sergueï Bubka.

#### 2007

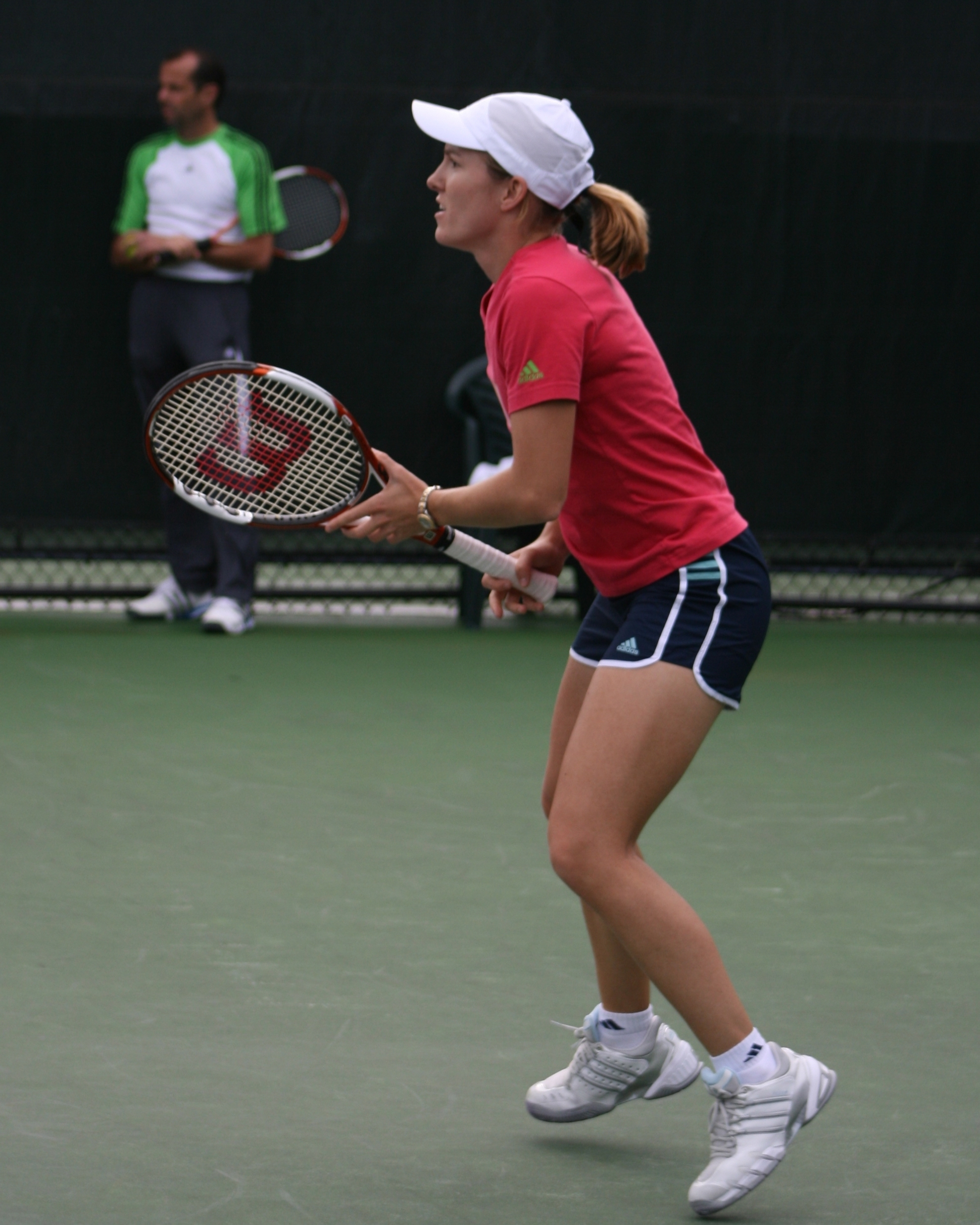
Justine Henin à Miami en 2007.

Sa saison 2007 commence par un forfait pour sa tournée australienne, justifié dans un communiqué de presse laconique, faisant état de « raisons familiales et personnelles » (ce faisant, la joueuse Belge renonce aux points WTA acquis à Sydney et Melbourne l'année précédente, mettant ainsi sérieusement en péril son rang de numéro un).
La presse évoque immédiatement des problèmes conjugaux, ce qui sera confirmé le 23 janvier 2007, lorsque Justine annonce sa séparation d'avec son mari (Pierre-Yves Hardenne). Ce forfait lui vaut la perte de la place de no 1 mondiale au profit de Maria Sharapova.
Justine reprend la compétition à l'Open Gaz de France à Paris où elle atteint les demi-finales où elle est battue par Lucie Šafářová 7-6, 6-4. Durant ce tournoi, elle pratique un jeu au filet qui déstabilise ses adversaires. La semaine suivante, Justine a décroché le 30e titre de sa carrière (en 45 finales) en remportant le tournoi de tennis de Dubaï aux Émirats arabes unis. no 2 mondiale et première tête de série, elle y a battu en finale la Française Amélie Mauresmo en deux manches et 1 h 41 min de jeu. Déjà victorieuse en 2003, 2004 et 2006, Justine remporte ainsi le tournoi de Dubaï pour la quatrième fois où elle est invaincue en 16 rencontres. La semaine suivante, Justine enchaîne avec le tournoi de Doha, où elle remporte la finale du tournoi face à Svetlana Kuznetsova. Ce succès lui rapporte quelque 222 000 dollars US. Elle dépasse désormais la barre des 14 millions de dollars de gain en carrière. La Belge qui disputait sa 46e finale décroche son 2e titre en 2007, une semaine après son succès à Dubaï.
Justine reprend la place de no 1 mondiale à la russe Maria Sharapova à l'issue du tournoi d'Indian Wells. À Miami, épreuve sur surface dure dotée de 3,45 millions de dollars, elle s'incline en finale et en trois sets (0-6, 7-5, 6-3) face à Serena Williams en 3 sets, alors qu'elle a disposé de deux balles de match en menant 6-0, 5-4, 40-15. Souffrant de problèmes respiratoires depuis son arrivée à Miami, elle ne participe pas au tournoi de Charleston et rentre en Europe pour se soigner.
Elle effectue sa rentrée sur terre battue au tournoi de Varsovie, dont elle remporte la finale face à l'Ukrainienne Alona Bondarenko (6-1 et 6-3, en 1 h de jeu). À Berlin par contre, elle est éliminée en demi-finale (3 sets 6-4, 5-7, 6-4) par Svetlana Kuznetsova, joueuse qu'elle a déjà battu 14 fois en 15 confrontations.
Favorite à Roland-Garros, Justine élimine successivement Elena Vesnina (6-4, 6-3), Tamira Paszek (7-5, 6-1) et Mara Santangelo (6-2, 6-3), puis Sybille Bammer (6-2, 6-4) en huitièmes de finale, Serena Williams (6-4, 6-3) en quart de finale, la Serbe Jelena Janković en demi-finale (6-2, 6-2) et la Serbe Ana Ivanović en finale (6-1, 6-2), au terme d'un match qui a à peine dépassé une heure de jeu.
Elle remporte ainsi ce tournoi sans perdre un set, pour la quatrième fois et pour la troisième fois d'affilée; performance seulement égalée sous l'ère Open par Monica Seles en 1990-1992. Henin devient ainsi la 5e joueuse depuis 1925 à décrocher 4 victoires ou plus à Roland-Garros, restant toutefois à bonne distance de l'Américaine Chris Evert, qui en compte sept à son actif.
À Wimbledon, Henin passe aisément la première semaine de tournoi, et bat en quart de finale Serena Williams (6-4, 3-6, 6-3), mais échoue à nouveau à remporter le seul tournoi du Grand Chelem qui manque encore à son palmarès en se faisant battre par la Française Marion Bartoli, 19e mondiale, en trois sets (1-6, 7-5 et 6-1). Henin a pourtant paru en mesure de l'emporter, menant 6-1, 4-3 service à suivre, puis obtenant deux balles de break à 6-1, 5-5.
Forfait pour le tournoi de San Diego en raison d'une entorse au poignet, elle remporte le sixième titre de sa saison et le 35e de sa carrière au tournoi de Toronto, en battant pour la septième fois sur sept Jelena Janković (7-6, 7-5) en 2 h 18 min.
Elle remporte ensuite l'US Open contre Svetlana Kuznetsova (6-1, 6-3) sans avoir perdu un seul set, et en ayant battu les sœurs Williams, respectivement en quart (Serena) et en demi-finale (Venus).
Un mois plus tard, Justine remporte les tournois de Stuttgart et de Zurich face à la Française Tatiana Golovin, 18e mondiale.
En novembre, à l'issue du tirage au sort des Masters de tennis féminin, Justine, tenante du titre, est placée dans le groupe jaune aux côtés de la lauréate de l'Open d'Australie Serena Williams, de la no 3 mondiale Jelena Janković et de la jeune Anna Chakvetadze. Elle ne perd aucun de ses matchs de poules, battant notamment Marion Bartoli (6-0, 6-0), 9e mondiale, qui avait battu Justine, à Wimbledon. En demi-finales, Justine bat Ana Ivanović en deux sets, et remporte son deuxième Masters consécutif au terme d’un match de 3 h 25 min face à Maria Sharapova. Cette finale contre Maria Sharapova est considérée comme l'un des plus beaux matchs de l'histoire du tennis féminin.
Le bilan de la saison 2007 est de dix tournois gagnés sur quatorze disputés, dont deux Grand Chelem, à Roland-Garros et à l’US Open, avec 63 victoires, dont les 25 dernières consécutives, et en totalisant 39 titres sur le circuit professionnel. Comme en 2006 et 2003, elle termine l'année avec le statut de meilleure joueuse mondiale, et devient la 6e joueuse qui règne le plus longtemps à la place de numéro 1 mondiale.
Enfin, le 16 décembre 2007, Justine termine sa saison en remportant la sixième édition du Women Tennis Trophy, un tournoi exhibition organisé autour d'elle, au Spiroudôme de Charleroi. Pour son dernier match de l'année, la Belge s'est imposée en deux manches (6-4, 6-2) face à la Russe Anna Chakvetadze, classée 7e à la WTA.

#### 2008
La championne belge commence l'année en remportant pour la troisième fois de sa carrière les internationaux de Sydney, au terme d'une finale de 2 h 18 de jeu contre Svetlana Kuznetsova, décrochant ainsi le 40e titre de sa carrière et le sixième d'affilée sur le circuit. À l'Open d'Australie, elle s'incline en quart de finale devant Maria Sharapova interrompant une série de 32 matchs sans défaite.
Elle remporte le 17 février 2008 le Tournoi d'Anvers contre Karin Knapp sans parvenir à développer son meilleur tennis.
À Dubaï, elle entame son tournoi par une victoire très difficile face à la Slovène Katarina Srebotnik mais fatiguée par ce match, elle est éliminée en 1/4 de finale (6-7, 6-7) par une Francesca Schiavone en état de grâce.
À Miami, après un début de tournoi sans problème, Justine subit la loi de Serena Williams en 1/4 de finale sur le score sans appel de 0-6, 2-6.
Au tournoi de Berlin, elle s'incline au 3e tour (7-5, 3-6, 1-6) contre Dinara Safina, 17e joueuse mondiale.
Le 14 mai 2008, à la surprise générale, Justine Henin annonce lors d'une conférence de presse qu'elle met fin à sa carrière. Depuis la création des classements professionnels, jamais un numéro un mondial en exercice (homme ou femme) n'avait quitté la scène au sommet de la hiérarchie.

### Seconde carrière professionnelle

#### 2009
Début décembre, la Belge retrouve le goût de la victoire lors d'une exhibition à Charleroi, en battant sa compatriote Kirsten Flipkens en deux sets (6-4, 6-4), puis Flavia Pennetta, 12e mondiale, sur le même score.
Une semaine plus tard, elle disputait un autre match exhibition au Caire contre Nadia Petrova, 20e mondiale à la WTA, qu'elle a battue en deux sets : 7-64, 6-2.

#### 2010

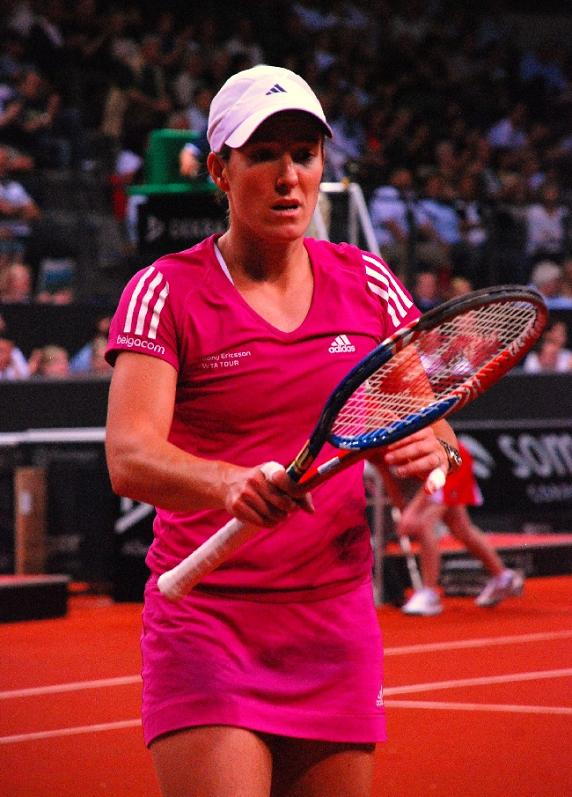
Justine Henin, pendant Roland-Garros 2010.

2010 marque le retour de Justine Henin sur le circuit professionnel. Elle commence sa saison au tournoi de Brisbane (Australie) et se qualifie pour la finale après avoir battu successivement Nadia Petrova, Sesil Karatantcheva, Melinda Czink et Ana Ivanović. Elle finit par s'incliner contre sa compatriote Kim Clijsters, sur le score serré de 3-6, 6-4, 66-7. Dans la foulée, elle déclare forfait pour les Internationaux de Sydney.
Bénéficiant d'une wild card à l'Open d'Australie, elle élimine au premier tour sa compatriote Kirsten Flipkens, puis la no 5 mondiale Elena Dementieva (7-5, 7-66) au terme d'un match de 2 h 50 min. Elle enchaîne par deux victoires en trois sets face à Alisa Kleybanova et Yanina Wickmayer, puis passe l'obstacle Nadia Petrova en deux sets serrés (7-63, 7-5) en quarts de finale. Dans le dernier carré, elle balaye la Chinoise Zheng Jie (6-1, 6-0) en seulement 51 minutes, et retrouve en finale l'Américaine Serena Williams pour une quatorzième confrontation sur le circuit, mais la première en finale d'un Grand Chelem. Elle s'incline en trois sets (6-4, 3-6, 6-2).
Mi-mars, Justine revient à l'Open d'Indian Wells, où elle élimine la Slovaque Magdaléna Rybáriková avant de s'incliner en 3 sets contre l'Argentine Gisela Dulko au deuxième tour.
Le 24 mars, Justine entame l'Open de Miami, où elle se hisse en demi-finale après un parcours sensationnel, où elle élimine pas moins de trois joueuses du top 10, dont la no 2 mondiale, la Danoise Caroline Wozniacki. Elle s'incline néanmoins en demi-finale face à Kim Clijsters, future vainqueur du tournoi (6-2, 63-7, 7-66). Elle passe à la 23e place mondiale à la fin de la quinzaine floridienne. À Stuttgart, elle s'impose en finale contre l'Australienne Samantha Stosur sur le score de 6-4, 2-6, 6-1 mais cette dernière la bat un mois plus tard au troisième tour de Roland-Garros. Elle s'impose en juin au tournoi de Rosmalen face à l'Allemande Andrea Petkovic sur le score de 3-6, 6-3, 6-4.
À Wimbledon, Justine gagne ses trois premiers tours en deux sets, mais finit par s'incliner, pour la troisième fois de la saison, face à sa compatriote Kim Clijsters en huitièmes de finale (2-6, 6-3, 6-3). Durant cette rencontre, elle chute et s'occasionne une rupture partielle au niveau du ligament du coude droit. Elle annonce par conséquent son forfait pour "Best Of Belgium", pour la tournée américaine et surtout pour le dernier Grand Chelem de la saison, l'US Open. Le 18 août, elle confirme qu'elle doit se résoudre à mettre un terme à sa saison, qu'elle termine à la 12e place du classement WTA.
| Date          | Tournoi                 | Lieu         | Catégorie               | Surface      | 2010          | Ultime adversaire | 2009 |
| ------------- | ----------------------- | ------------ | ----------------------- | ------------ | ------------- | ----------------- | ---- |
| 03/01 - 09/01 | Brisbane International  | Brisbane     | WTA International Event | Dur          | Finale        | Kim Clijsters     |      |
| 18/01 - 31/01 | Open d'Australie        | Melbourne    | Grand Chelem            | Dur          | Finale        | Serena Williams   |      |
| 10/03 - 21/03 | Open d'Indian Wells     | Indian Wells | WTA Premier Events      | Dur          | 2e tour       | Gisela Dulko      |      |
| 24/03 - 04/04 | Open de Miami           | Miami        | WTA Premier Events      | Dur          | 1/2 finale    | Kim Clijsters     |      |
| 24/04 - 25/04 | Fed Cup                 | Hasselt      |                         | Terre battue |               |                   |      |
| 26/04 - 02/05 | Grand Prix de Stuttgart | Stuttgart    | WTA Premier Event       | Terre battue | Victoire      | Samantha Stosur   |      |
| 08/05 - 16/05 | Open de Madrid          | Madrid       | WTA Premier Event       | Terre battue | 1er tour      | Aravane Rezaï     |      |
| 08/05 - 16/05 | Roland-Garros           | Paris        | Grand Chelem            | Terre battue | 4e tour (1/8) | Samantha Stosur   |      |
| 13/06 - 19/06 | Bois-le-Duc             | Bois-le-Duc  | WTA International Event | Gazon        | Victoire      | Andrea Petkovic   |      |
| 21/06 - 04/07 | Wimbledon               | Londres      | Grand Chelem            | Gazon        | 4e tour (1/8) | Kim Clijsters     |      |
| 30/08 - 12/09 | US Open                 | New York     | Grand Chelem            | Dur          | -             | -                 |      |

#### 2011
Elle privilégie la Hopman Cup pour préparer l'Open d'Australie.
Durant l'épreuve par équipes nationales mixtes à Perth, elle arrive jusqu'en finale avec son partenaire Ruben Bemelmans mais les deux Belges s'inclinent deux victoires à une face aux États-Unis lors du double mixte décisif. Malgré tout, elle a remporté tous ses matchs en simple sans perdre le moindre set (en poules contre Alicia Molik, Sesil Karatantcheva et Ana Ivanović et en finale contre Bethanie Mattek-Sands).
Elle se rend ensuite à Melbourne pour le premier Grand Chelem de la saison avec le statut de tête de série no 11 et celui de finaliste en titre. Après des succès contre Sania Mirza et Elena Baltacha, elle s'incline au troisième tour contre la Russe Svetlana Kuznetsova sur le score de 6-4, 7-6.
Le 26 janvier, elle met un terme définitif à sa carrière à la suite de sa blessure au coude. Celui-ci est jugé trop abîmé et trop fragile pour que Justine puisse continuer sa carrière.

## Palmarès

### Titres en simple dames (43)
| No | Date       | Nom et lieu du tournoi                          | Catégorie     | Dotation    | Surface         | Finaliste            | Score           |          |
| -- | ---------- | ----------------------------------------------- | ------------- | ----------- | --------------- | -------------------- | --------------- | -------- |
| 1  | 10-05-1999 | Flanders Open, Anvers                           | Tier IVb      | 112 500 $   | Terre (ext.)    | Sarah Pitkowski      | 6-1, 6-2        | Parcours |
| 2  | 01-01-2001 | Thalgo Hard Court Championships, Gold Coast     | Tier III      | 170 000 $   | Dur (ext.)      | Silvia Farina        | 7-65, 6-4       | Parcours |
| 3  | 08-01-2001 | Canberra International, Canberra                | Tier III      | 170 000 $   | Dur (ext.)      | Sandrine Testud      | 6-2, 6-2        | Parcours |
| 4  | 18-06-2001 | Heineken Trophy, Bois-le-Duc                    | Tier III      | 170 000 $   | Gazon (ext.)    | Kim Clijsters        | 6-4, 3-6, 6-3   | Parcours |
| 5  | 06-05-2002 | Eurocard German Open, Berlin                    | Tier I        | 1 224 000 $ | Terre (ext.)    | Serena Williams      | 6-2, 1-6, 7-65  | Parcours |
| 6  | 21-10-2002 | Generali Ladies, Linz                           | Tier II       | 585 000 $   | Moquette (int.) | Alexandra Stevenson  | 6-3, 6-0        | Parcours |
| 7  | 17-02-2003 | Duty Free Women’s Open, Dubaï                   | Tier II       | 585 000 $   | Dur (ext.)      | Monica Seles         | 4-6, 7-64, 7-5  | Parcours |
| 8  | 07-04-2003 | Family Circle Cup, Charleston                   | Tier I        | 1 300 000 $ | Terre (ext.)    | Serena Williams      | 6-3, 6-4        | Parcours |
| 9  | 05-05-2003 | MasterCard German Open, Berlin                  | Tier I        | 1 262 000 $ | Terre (ext.)    | Kim Clijsters        | 6-4, 4-6, 7-5   | Parcours |
| 10 | 26-05-2003 | Roland-Garros, Paris                            | G. Chelem     | 6 225 054 $ | Terre (ext.)    | Kim Clijsters        | 6-0, 6-4        | Parcours |
| 11 | 28-07-2003 | Acura Classic, San Diego                        | Tier II       | 1 000 000 $ | Dur (ext.)      | Kim Clijsters        | 3-6, 6-2, 6-3   | Parcours |
| 12 | 11-08-2003 | Coupe Rogers AT&T, Toronto                      | Tier I        | 1 325 000 $ | Dur (ext.)      | Lina Krasnoroutskaïa | 6-1, 6-0        | Parcours |
| 13 | 25-08-2003 | US Open, Flushing Meadows                       | G. Chelem     | 6 682 980 $ | Dur (ext.)      | Kim Clijsters        | 7-5, 6-1        | Parcours |
| 14 | 13-10-2003 | Swisscom Challenge, Zurich                      | Tier I        | 1 300 000 $ | Dur (int.)      | Jelena Dokić         | 6-0, 6-4        | Parcours |
| 15 | 12-01-2004 | Adidas International, Sydney                    | Tier II       | 585 000 $   | Dur (ext.)      | Amélie Mauresmo      | 6-4, 6-4        | Parcours |
| 16 | 19-01-2004 | Australian Open, Melbourne                      | G. Chelem     | 5 590 310 $ | Dur (ext.)      | Kim Clijsters        | 6-3, 4-6, 6-3   | Parcours |
| 17 | 23-02-2004 | Duty Free Women’s Open, Dubaï                   | Tier II       | 585 000 $   | Dur (ext.)      | Svetlana Kuznetsova  | 7-63, 6-3       | Parcours |
| 18 | 08-03-2004 | Pacific Life Open, Indian Wells                 | Tier I        | 2 100 000 $ | Dur (ext.)      | Lindsay Davenport    | 6-1, 6-4        | Parcours |
| 19 | 15-08-2004 | Olympic Tennis Event, Athènes                   | J. olympiques | NC          | Dur (ext.)      | Amélie Mauresmo      | 6-3, 6-3        | Parcours |
| 20 | 11-04-2005 | Family Circle Cup, Charleston                   | Tier I        | 1 300 000 $ | Terre (ext.)    | Elena Dementieva     | 7-5, 6-4        | Parcours |
| 21 | 25-04-2005 | J&S Cup, Varsovie                               | Tier II       | 585 000 $   | Terre (ext.)    | Svetlana Kuznetsova  | 3-6, 6-2, 7-5   | Parcours |
| 22 | 02-05-2005 | Qatar Total German Open, Berlin                 | Tier I        | 1 300 000 $ | Terre (ext.)    | Nadia Petrova        | 6-3, 4-6, 6-3   | Parcours |
| 23 | 23-05-2005 | Roland-Garros, Paris                            | G. Chelem     | 5 301 154 $ | Terre (ext.)    | Mary Pierce          | 6-1, 6-1        | Parcours |
| 24 | 09-01-2006 | Medibank International, Sydney                  | Tier II       | 600 000 $   | Dur (ext.)      | Francesca Schiavone  | 4-6, 7-5, 7-5   | Parcours |
| 25 | 20-02-2006 | Duty Free Women’s Open, Dubaï                   | Tier II       | 1 000 000 $ | Dur (ext.)      | Maria Sharapova      | 7-5, 6-2        | Parcours |
| 26 | 29-05-2006 | Roland-Garros, Paris                            | G. Chelem     | 6 747 626 $ | Terre (ext.)    | Svetlana Kuznetsova  | 6-4, 6-4        | Parcours |
| 27 | 19-06-2006 | Hastings Direct Int’l Championships, Eastbourne | Tier II       | 600 000 $   | Gazon (ext.)    | Anastasia Myskina    | 4-6, 6-1, 7-65  | Parcours |
| 28 | 22-08-2006 | Pilot Pen Tennis, New Haven                     | Tier II       | 600 000 $   | Dur (ext.)      | Lindsay Davenport    | 6-0, 1-0, ab.   | Parcours |
| 29 | 06-11-2006 | Sony Ericsson Championships, Madrid             | Masters       | 3 000 000 $ | Dur (int.)      | Amélie Mauresmo      | 6-4, 6-3        | Parcours |
| 30 | 19-02-2007 | Tennis Championships, Dubaï                     | Tier II       | 1 500 000 $ | Dur (ext.)      | Amélie Mauresmo      | 6-4, 7-5        | Parcours |
| 31 | 26-02-2007 | Qatar Total Open, Doha                          | Tier II       | 1 340 000 $ | Dur (ext.)      | Svetlana Kuznetsova  | 6-4, 6-2        | Parcours |
| 32 | 30-04-2007 | J&S Cup, Varsovie                               | Tier II       | 600 000 $   | Terre (ext.)    | Alona Bondarenko     | 6-1, 6-3        | Parcours |
| 33 | 28-05-2007 | Roland-Garros, Paris                            | G. Chelem     | 8 978 567 $ | Terre (ext.)    | Ana Ivanović         | 6-1, 6-2        | Parcours |
| 34 | 18-06-2007 | Hastings Direct Int’l Championships, Eastbourne | Tier II       | 600 000 $   | Gazon (ext.)    | Amélie Mauresmo      | 7-5, 6-74, 7-62 | Parcours |
| 35 | 13-08-2007 | Coupe Rogers American Express, Toronto          | Tier I        | 1 340 000 $ | Dur (ext.)      | Jelena Janković      | 7-63, 7-5       | Parcours |
| 36 | 27-08-2007 | US Open, Flushing Meadows                       | G. Chelem     | 9 098 000 $ | Dur (ext.)      | Svetlana Kuznetsova  | 6-1, 6-3        | Parcours |
| 37 | 01-10-2007 | Porsche Tennis Grand Prix, Stuttgart            | Tier II       | 650 000 $   | Dur (int.)      | Tatiana Golovin      | 2-6, 6-2, 6-1   | Parcours |
| 38 | 15-10-2007 | Zürich Open, Zurich                             | Tier I        | 1 340 000 $ | Dur (int.)      | Tatiana Golovin      | 6-4, 6-4        | Parcours |
| 39 | 05-11-2007 | Sony Ericsson Championships, Madrid             | Masters       | 3 000 000 $ | Dur (int.)      | Maria Sharapova      | 5-7, 7-5, 6-3   | Parcours |
| 40 | 07-01-2008 | Medibank International, Sydney                  | Tier II       | 600 000 $   | Dur (ext.)      | Svetlana Kuznetsova  | 4-6, 6-2, 6-4   | Parcours |
| 41 | 11-02-2008 | Proximus Diamond Games, Anvers                  | Tier II       | 600 000 $   | Dur (int.)      | Karin Knapp          | 6-3, 6-3        | Parcours |
| 42 | 26-04-2010 | Porsche Tennis Grand Prix, Stuttgart            | Premier       | 700 000 $   | Terre (int.)    | Samantha Stosur      | 6-4, 2-6, 6-1   | Parcours |
| 43 | 13-06-2010 | Unicef Open, Bois-le-Duc                        | Intern'l      | 220 000 $   | Gazon (ext.)    | Andrea Petkovic      | 3-6, 6-3, 6-4   | Parcours |

### Finales en simple dames (18)
| No | Date       | Nom et lieu du tournoi                      | Catégorie | Dotation    | Surface         | Vainqueure        | Score          |          |
| -- | ---------- | ------------------------------------------- | --------- | ----------- | --------------- | ----------------- | -------------- | -------- |
| 1  | 25-06-2001 | The Championships, Wimbledon                | G. Chelem | 4 545 319 $ | Gazon (ext.)    | Venus Williams    | 6-1, 3-6, 6-0  | Parcours |
| 2  | 10-09-2001 | Big Island Championships, Waikoloa          | Tier IV   | 140 000 $   | Dur (ext.)      | Sandrine Testud   | 6-3, 2-0, ab.  | Parcours |
| 3  | 08-10-2001 | Porsche Tennis Grand Prix, Filderstadt      | Tier II   | 565 000 $   | Dur (int.)      | Lindsay Davenport | 7-5, 6-4       | Parcours |
| 4  | 31-12-2001 | Thalgo Hard Court Championships, Gold Coast | Tier III  | 170 000 $   | Dur (ext.)      | Venus Williams    | 7-5, 6-2       | Parcours |
| 5  | 11-02-2002 | Proximus Diamond Games, Anvers              | Tier II   | 585 000 $   | Moquette (int.) | Venus Williams    | 6-3, 5-7, 6-3  | Parcours |
| 6  | 08-04-2002 | Bausch & Lomb Championships, Amelia Island  | Tier II   | 585 000 $   | Terre (ext.)    | Venus Williams    | 2-6, 7-5, 7-65 | Parcours |
| 7  | 13-05-2002 | Italian Open, Rome                          | Tier I    | 1 224 000 $ | Terre (ext.)    | Serena Williams   | 7-66, 6-4      | Parcours |
| 8  | 16-06-2003 | Ordina Open, Bois-le-Duc                    | Tier III  | 170 000 $   | Gazon (ext.)    | Kim Clijsters     | 6-7, 3-0, ab.  | Parcours |
| 9  | 22-09-2003 | Sparkassen Cup, Leipzig                     | Tier II   | 585 000 $   | Moquette (int.) | Anastasia Myskina | 3-6, 6-3, 6-3  | Parcours |
| 10 | 06-10-2003 | Porsche Tennis Grand Prix, Filderstadt      | Tier II   | 650 000 $   | Dur (int.)      | Kim Clijsters     | 5-7, 6-4, 6-2  | Parcours |
| 11 | 15-08-2005 | Coupe Rogers American Express, Toronto      | Tier I    | 1 300 000 $ | Dur (ext.)      | Kim Clijsters     | 7-5, 6-1       | Parcours |
| 12 | 16-01-2006 | Australian Open, Melbourne                  | G. Chelem | 6 137 580 $ | Dur (ext.)      | Amélie Mauresmo   | 6-1, 2-0, ab.  | Parcours |
| 13 | 08-05-2006 | Qatar Telecom German Open, Berlin           | Tier I    | 1 340 000 $ | Terre (ext.)    | Nadia Petrova     | 4-6, 6-4, 7-5  | Parcours |
| 14 | 26-06-2006 | The Championships, Wimbledon                | G. Chelem | 6 743 737 $ | Gazon (ext.)    | Amélie Mauresmo   | 2-6, 6-3, 6-4  | Parcours |
| 15 | 29-08-2006 | US Open, Flushing Meadows                   | G. Chelem | 8 332 000 $ | Dur (ext.)      | Maria Sharapova   | 6-4, 6-4       | Parcours |
| 16 | 19-03-2007 | Sony Ericsson Open, Miami                   | Tier I    | 3 450 000 $ | Dur (ext.)      | Serena Williams   | 0-6, 7-5, 6-3  | Parcours |
| 17 | 04-01-2010 | Brisbane International, Brisbane            | Intern'l  | 220 000 $   | Dur (ext.)      | Kim Clijsters     | 6-3, 4-6, 7-66 | Parcours |
| 18 | 18-01-2010 | Australian Open, Melbourne                  | G. Chelem | 9 264 098 $ | Dur (ext.)      | Serena Williams   | 6-4, 3-6, 6-2  | Parcours |

### Titres en double dames (2)
| No | Date       | Nom et lieu du tournoi                     | Catégorie | Dotation    | Surface    | Partenaire          | Finalistes                  | Score     |          |
| -- | ---------- | ------------------------------------------ | --------- | ----------- | ---------- | ------------------- | --------------------------- | --------- | -------- |
| 1  | 31-12-2001 | Thalgo Hard Court Championships Gold Coast | Tier III  | 170 000 $   | Dur (ext.) | Meghann Shaughnessy | Miriam Oremans Åsa Svensson | 6-1, 7-66 | Parcours |
| 2  | 14-10-2002 | Swisscom Challenge Zurich                  | Tier I    | 1 224 000 $ | Dur (int.) | Elena Bovina        | Jelena Dokić Nadia Petrova  | 6-2, 7-62 | Parcours |

### Finale en double dames (1)
| No | Date       | Nom et lieu du tournoi                | Catégorie | Dotation  | Surface    | Vainqueures                    | Partenaire          | Score          |          |
| -- | ---------- | ------------------------------------- | --------- | --------- | ---------- | ------------------------------ | ------------------- | -------------- | -------- |
| 1  | 08-10-2001 | Porsche Tennis Grand Prix Filderstadt | Tier II   | 565 000 $ | Dur (int.) | Lindsay Davenport Lisa Raymond | Meghann Shaughnessy | 6-4, 6-74, 7-5 | Parcours |

### Finale en double mixte (1)
| No | Date       | Nom et lieu du tournoi         | Catégorie | Dotation      | Surface    | Vainqueures                      | Partenaire      | Score        |          |
| -- | ---------- | ------------------------------ | --------- | ------------- | ---------- | -------------------------------- | --------------- | ------------ | -------- |
| 1  | 01-01-2011 | Hyundai Hopman Cup XXIII Perth | ITF       | 1 000 000 AU$ | Dur (int.) | Bethanie Mattek-Sands John Isner | Ruben Bemelmans | 2 matchs à 1 | Parcours |

## Parcours en Grand Chelem

### Victoires (7)
| Année | Tournoi           | Adversaire en finale | Score         |
| 2003  | Roland-Garros     | Kim Clijsters        | 6-0, 6-4      |
| 2003  | US Open           | Kim Clijsters        | 7-5, 6-1      |
| 2004  | Open d'Australie  | Kim Clijsters        | 6-3, 4-6, 6-3 |
| 2005  | Roland-Garros (2) | Mary Pierce          | 6-1, 6-1      |
| 2006  | Roland-Garros (3) | Svetlana Kuznetsova  | 6-4, 6-4      |
| 2007  | Roland-Garros (4) | Ana Ivanović         | 6-1, 6-2      |
| 2007  | US Open (2)       | Svetlana Kuznetsova  | 6-1, 6-3      |

### Finales (5)
| Année | Tournoi              | Adversaire en finale | Score         |
| 2001  | Wimbledon            | Venus Williams       | 1-6, 6-3, 0-6 |
| 2006  | Open d'Australie     | Amélie Mauresmo      | 1-6, 0-2 ab.  |
| 2006  | Wimbledon (2)        | Amélie Mauresmo      | 6-2, 3-6, 4-6 |
| 2006  | US Open              | Maria Sharapova      | 4-6, 4-6      |
| 2010  | Open d'Australie (2) | Serena Williams      | 4-6, 6-3, 2-6 |

### En simple dames
| Année | Open d'Australie                                                   | Open d'Australie | Internationaux de France                                         | Internationaux de France                                        | Wimbledon                                                        | Wimbledon                                                       | US Open             | US Open         |
| ----- | ------------------------------------------------------------------ | ---------------- | ---------------------------------------------------------------- | --------------------------------------------------------------- | ---------------------------------------------------------------- | --------------------------------------------------------------- | ------------------- | --------------- |
| 1999  | —                                                                  | —                | 2e tour (1/32) \|\| style="text-align:left" \| Lindsay Davenport | —                                                               | —                                                                | 1er tour (1/64) \|\| style="text-align:left" \| Amélie Mauresmo |                     |                 |
| 2000  | 2e tour (1/32) \|\| style="text-align:left" \| Martina Hingis      | —                | —                                                                | 1er tour (1/64) \|\| style="text-align:left" \| Arantxa Sánchez | 1/8 de finale                                                    | Lindsay Davenport                                               |                     |                 |
| 2001  | 1/8 de finale                                                      | Monica Seles     | 1/2 finale \|\| style="text-align:left" \| Kim Clijsters         | Finale                                                          | Venus Williams                                                   | 1/8 de finale                                                   | Serena Williams     |                 |
| 2002  | 1/4 de finale                                                      | Kim Clijsters    | 1er tour (1/64) \|\| style="text-align:left" \| Anikó Kapros     | 1/2 finale \|\| style="text-align:left" \| Venus Williams       | 1/8 de finale                                                    | Daniela Hantuchová                                              |                     |                 |
| 2003  | 1/2 finale \|\| style="text-align:left" \| Venus Williams          | Victoire         | Kim Clijsters                                                    | 1/2 finale \|\| style="text-align:left" \| Serena Williams      | Victoire                                                         | Kim Clijsters                                                   |                     |                 |
| 2004  | Victoire                                                           | Kim Clijsters    | 2e tour (1/32) \|\| style="text-align:left" \| Tathiana Garbin   | —                                                               | —                                                                | 1/8 de finale                                                   | Nadia Petrova       |                 |
| 2005  | —                                                                  | —                | Victoire                                                         | Mary Pierce                                                     | 1er tour (1/64) \|\| style="text-align:left" \| Eléni Daniilídou | 1/8 de finale                                                   | Mary Pierce         |                 |
| 2006  | Finale                                                             | Amélie Mauresmo  | Victoire                                                         | Svetlana Kuznetsova                                             | Finale                                                           | Amélie Mauresmo                                                 | Finale              | Maria Sharapova |
| 2007  | —                                                                  | —                | Victoire                                                         | Ana Ivanović                                                    | 1/2 finale \|\| style="text-align:left" \| Marion Bartoli        | Victoire                                                        | Svetlana Kuznetsova |                 |
| 2008  | 1/4 de finale                                                      | Maria Sharapova  | —                                                                | —                                                               | —                                                                | —                                                               | —                   | —               |
|       |                                                                    |                  |                                                                  |                                                                 |                                                                  |                                                                 |                     |                 |
| 2010  | Finale                                                             | Serena Williams  | 1/8 de finale                                                    | Samantha Stosur                                                 | 1/8 de finale                                                    | Kim Clijsters                                                   | —                   | —               |
| 2011  | 3e tour (1/16) \|\| style="text-align:left" \| Svetlana Kuznetsova | —                | —                                                                | —                                                               | —                                                                | —                                                               | —                   |                 |

À droite du résultat, l’ultime adversaire.

### En double dames
| Année | Open d'Australie              | Open d'Australie   | Internationaux de France | Internationaux de France | Wimbledon              | Wimbledon            | US Open                       | US Open                          |
| ----- | ----------------------------- | ------------------ | ------------------------ | ------------------------ | ---------------------- | -------------------- | ----------------------------- | -------------------------------- |
| 2001  | 2e tour (1/16) E. Dominikovic | V. Ruano P. Suárez | 1/2 finale E. Tatarkova  | V. Ruano P. Suárez       | 3e tour (1/8) M. Serna | M. Matevžič D. Zarić | 2e tour (1/16) M. Shaughnessy | S. Jeyaseelan L. Krasnoroutskaïa |
| 2002  | -                             | -                  | -                        | -                        | -                      | -                    | 2e tour (1/16) C. Granados    | C. Dhenin M. Matevžič            |
| 2003  | 3e tour (1/8) E. Bovina       | V. Ruano P. Suárez | -                        | -                        | -                      | -                    | -                             | -                                |

Sous le résultat, la partenaire ; à droite, l’ultime équipe adverse.

## Parcours en «Premier Mandatory» et «Premier 5»
Découlant d'une réforme du circuit WTA inaugurée en 2009, les tournois WTA « Premier Mandatory » et « Premier 5 » constituent les catégories d'épreuves les plus prestigieuses, après les quatre levées du Grand Chelem.

### En simple dames
| Année |              | Premier Mandatory       | Premier Mandatory       | Premier Mandatory        | Premier Mandatory |       | Premier 5 | Premier 5 | Premier 5  | Premier 5 | Premier 5 | Premier 5 | Premier 5 |
| Année | Indian Wells | Miami                   | Madrid                  | Pékin                    |                   | Dubaï | Rome      | Canada    | Cincinnati |           | Tokyo     |           |           |
| Année | Indian Wells | Miami                   | Madrid                  | Pékin                    |                   | Doha  | Rome      | Canada    | Cincinnati |           | Wuhan     |           |           |
| Année | Indian Wells | Miami                   | Madrid                  | Pékin                    |                   |       | Rome      | Canada    | Cincinnati |           |           |           |           |
| 2010  |              | 2e tour (1/32) G. Dulko | 1/2 finale K. Clijsters | 1er tour (1/32) A. Rezaï |                   |       |           |           |            |           |           |           |           |

Sous le résultat, l’ultime adversaire.

## Parcours aux Masters

### En simple dames
| # | Date       | Nom de l'édition                          | ($)       | Surface    | Résultat      | Ultime adversaire | Score          |          |
| - | ---------- | ----------------------------------------- | --------- | ---------- | ------------- | ----------------- | -------------- | -------- |
| 1 | 29/10/2001 | Sanex Championships Munich                | 3 000 000 | Dur (int.) | 1/4 de finale | Serena Williams   | 6-3, 7-65      | Parcours |
| 2 | 04/11/2002 | Home Depot Championships Los Angeles      | 3 000 000 | Dur (int.) | 1/4 de finale | Kim Clijsters     | 6-2, 6-1       | Parcours |
| 3 | 03/11/2003 | Tour Championships by Porsche Los Angeles | 3 000 000 | Dur (int.) | 1/2 finale    | Amélie Mauresmo   | 7-62, 3-6, 6-3 | Parcours |
| 4 | 06/11/2006 | Sony Ericsson Championships Madrid        | 3 000 000 | Dur (int.) | Victoire      | Amélie Mauresmo   | 6-4, 6-3       | Parcours |
| 5 | 05/11/2007 | Sony Ericsson Championships Madrid        | 3 000 000 | Dur (int.) | Victoire      | Maria Sharapova   | 5-7, 7-5, 6-3  | Parcours |

## Parcours aux Jeux olympiques

### En simple dames
| # | Date       | Nom de l'olympiade           | Surface    | Résultat | Ultime adversaire | Score    |          |
| - | ---------- | ---------------------------- | ---------- | -------- | ----------------- | -------- | -------- |
| 1 | 15/08/2004 | Olympic Tennis Event Athènes | Dur (ext.) | Or       | Amélie Mauresmo   | 6-3, 6-3 | Parcours |

## Parcours en Fed Cup
| #                                                                      | Date       | Lieu        | Surface         | Gagnante(s)                       | Perdante(s)                    | Score              |          |
|                                                                        |            |             |                 |                                   |                                |                    |          |
| 1999 - 1/4 de finale (groupe mondial II) - Pays-Bas - Belgique - 0 : 5 |            |             |                 |                                   |                                |                    |          |
| 1                                                                      | 17/04/1999 | Bois-le-Duc | Moquette (int.) | Justine Henin                     | Miriam Oremans                 | 5-7, 7-5, 6-3      | Parcours |
| 1                                                                      | 17/04/1999 | Bois-le-Duc | Moquette (int.) | Justine Henin                     | Amanda Hopmans                 | 6-4, 6-3           | Parcours |
|                                                                        |            |             |                 |                                   |                                |                    |          |
| 2000 - 1/2 finale (groupe mondial) - États-Unis - Belgique - 2 : 1     |            |             |                 |                                   |                                |                    |          |
| 2                                                                      | 22/11/2000 | Las Vegas   | Moquette (int.) | Monica Seles                      | Justine Henin                  | 7-61, 6-2          | Parcours |
|                                                                        |            |             |                 |                                   |                                |                    |          |
| 2001 - Round robin (groupe mondial) - Belgique - Allemagne - 3 : 0     |            |             |                 |                                   |                                |                    |          |
| 3                                                                      | 07/11/2001 | Madrid      | Terre (int.)    | Justine Henin                     | Martina Müller                 | 6-3, 6-1           | Parcours |
|                                                                        |            |             |                 |                                   |                                |                    |          |
| 2001 - Round robin (groupe mondial) - Belgique - Australie - 3 : 0     |            |             |                 |                                   |                                |                    |          |
| 4                                                                      | 09/11/2001 | Madrid      | Terre (int.)    | Justine Henin                     | Rachel McQuillan               | 7-5, 6-0           | Parcours |
|                                                                        |            |             |                 |                                   |                                |                    |          |
| 2001 - Round robin (groupe mondial) - Espagne - Belgique - 0 : 3       |            |             |                 |                                   |                                |                    |          |
| 5                                                                      | 10/11/2001 | Madrid      | Terre (int.)    | Justine Henin                     | Conchita Martínez              | 6-3, 5-7, 7-5      | Parcours |
|                                                                        |            |             |                 |                                   |                                |                    |          |
| 2001 - Finale (groupe mondial) - Belgique - Russie - 2 : 1             |            |             |                 |                                   |                                |                    |          |
| 6                                                                      | 07/11/2001 | Madrid      | Terre (int.)    | Justine Henin                     | Nadia Petrova                  | 6-0, 6-3           | Parcours |
|                                                                        |            |             |                 |                                   |                                |                    |          |
| 2002 - 1er tour (groupe mondial) - Belgique - Australie - 3 : 1        |            |             |                 |                                   |                                |                    |          |
| 7                                                                      | 27/04/2002 | Bruxelles   | Terre (int.)    | Justine Henin                     | Nicole Pratt                   | 6-4, 4-6, 6-0      | Parcours |
| 7                                                                      | 27/04/2002 | Bruxelles   | Terre (int.)    | Justine Henin                     | Alicia Molik                   | 6-2, 6-1           | Parcours |
|                                                                        |            |             |                 |                                   |                                |                    |          |
| 2003 - 1er tour (groupe mondial) - Belgique - Autriche - 5 : 0         |            |             |                 |                                   |                                |                    |          |
| 8                                                                      | 26/04/2003 | Bree        | Terre (int.)    | Justine Henin                     | Patricia Wartusch              | 6-2, 6-1           | Parcours |
|                                                                        |            |             |                 |                                   |                                |                    |          |
| 2003 - 1/4 de finale (groupe mondial) - Belgique - Slovaquie - 5 : 0   |            |             |                 |                                   |                                |                    |          |
| 9                                                                      | 19/07/2003 | Charleroi   | Dur (int.)      | Justine Henin                     | Janette Husárová               | 7-5, 6-4           | Parcours |
| 9                                                                      | 19/07/2003 | Charleroi   | Dur (int.)      | Justine Henin                     | Eva Fislová                    | 6-2, 6-1           | Parcours |
|                                                                        |            |             |                 |                                   |                                |                    |          |
| 2006 - 1/4 de finale (groupe mondial) - Belgique - Russie - 3 : 2      |            |             |                 |                                   |                                |                    |          |
| 10                                                                     | 22/04/2006 | Liège       | Terre (int.)    | Justine Henin                     | Nadia Petrova                  | 6-72, 6-4, 6-3     | Parcours |
| 10                                                                     | 22/04/2006 | Liège       | Terre (int.)    | Justine Henin                     | Elena Dementieva               | 6-2, 6-0           | Parcours |
| 10                                                                     | 22/04/2006 | Liège       | Terre (int.)    | Maria Kirilenko Dinara Safina     | Kim Clijsters Justine Henin    | 7-64, 7-5          | Parcours |
|                                                                        |            |             |                 |                                   |                                |                    |          |
| 2006 - Finale (groupe mondial) - Belgique - Italie - 2 : 3             |            |             |                 |                                   |                                |                    |          |
| 11                                                                     | 16/09/2006 | Charleroi   | Dur (int.)      | Justine Henin                     | Flavia Pennetta                | 6-4, 7-5           | Parcours |
| 11                                                                     | 16/09/2006 | Charleroi   | Dur (int.)      | Justine Henin                     | Francesca Schiavone            | 6-4, 7-5           | Parcours |
| 11                                                                     | 16/09/2006 | Charleroi   | Dur (int.)      | Francesca Schiavone Roberta Vinci | Kirsten Flipkens Justine Henin | 3-6, 6-2, 2-0, ab. | Parcours |
|                                                                        |            |             |                 |                                   |                                |                    |          |
| 2010 - Barrage (groupe mondial I) - Belgique - Estonie - 3 : 2         |            |             |                 |                                   |                                |                    |          |
| 12                                                                     | 24/04/2010 | Hasselt     | Terre (int.)    | Kaia Kanepi                       | Justine Henin                  | 6-76, 6-4, 6-3     | Parcours |

## Classements WTA en fin de saison

### En simple
| Année | 1998 | 1999 | 2000 | 2001 | 2002 | 2003 | 2004 | 2005 | 2006 | 2007 | 2008 | 2009 | 2010 |
| Rang  | 226  | 69   | 48   | 7    | 5    | 1    | 8    | 6    | 1    | 1    | -    | -    | 12   |

Source : (en) « Classements de Justine Henin », sur le site officiel du WTA Tour

### En double
| Année | 1998 | 1999 | 2000 | 2001 | 2002 |
| Rang  | 377  | 260  | 46   | 46   | 43   |

Source : (en) « Classements de Justine Henin », sur le site officiel du WTA Tour

## Périodes au rang de numéro un mondiale
| # | Précédée par    | Dates                   | Suivie par      | Nombre de semaines | Cumul |
| - | --------------- | ----------------------- | --------------- | ------------------ | ----- |
| 1 | Kim Clijsters   | 20/10/2003 - 26/10/2003 | Kim Clijsters   | 1                  | 1     |
| 2 | Kim Clijsters   | 10/11/2003 - 12/09/2004 | Amélie Mauresmo | 44                 | 45    |
| 3 | Amélie Mauresmo | 13/11/2006 - 28/01/2007 | Maria Sharapova | 11                 | 56    |
| 4 | Maria Sharapova | 19/03/2007 - 18/05/2008 | Maria Sharapova | 61                 | 117   |

## Records et statistiques

### Confrontations avec ses principales rivales
| Joueuse             | Meilleur classement | Confrontations | Victoires | Défaites | Pourcentage de victoires | Dernière confrontation                                      |
| ------------------- | ------------------- | -------------- | --------- | -------- | ------------------------ | ----------------------------------------------------------- |
| Venus Williams      | 1                   | 9              | 2         | 7        | 22                       | Victoire (7-6, 6-4) à l'US Open 2007                        |
| Serena Williams     | 1                   | 14             | 6         | 8        | 42.,8                    | Défaite (6-4, 3-6, 6-2) à l'Open d'Australie 2010           |
| Kim Clijsters       | 1                   | 25             | 12        | 13       | 48                       | Défaite (2-6, 6-2, 6-3) à Wimbledon 2010                    |
| Martina Hingis      | 1                   | 4              | 2         | 2        | 50                       | Victoire (6-2, 6-7, 6-1) aux Masters de tennis féminin 2006 |
| Amélie Mauresmo     | 1                   | 14             | 8         | 6        | 57                       | Victoire (7-5, 6-7, 7-6) au Tournoi d'Eastbourne            |
| Lindsay Davenport   | 1                   | 12             | 7         | 5        | 58,3                     | Victoire (6-4, 6-4) à l'US Open                             |
| Maria Sharapova     | 1                   | 10             | 7         | 3        | 70                       | Victoire (6-2, 3-6, 6-0) à Roland Garros 2010               |
| Jennifer Capriati   | 1                   | 7              | 5         | 2        | 71,4                     | Victoire (7-5, 4-6, 6-4) à Dubaï.                           |
| Marion Bartoli      | 9                   | 4              | 3         | 1        | 75                       | Victoire (6-0, 6-0) aux Masters de tennis féminin 2007      |
| Anastasia Myskina   | 2                   | 10             | 8         | 2        | 80                       | Victoire (4-6, 6-1, 7-6) au Tournoi d'Eastbourne            |
| Mary Pierce         | 3                   | 5              | 4         | 1        | 80                       | Défaite (6-3, 6-4) à l'US Open.                             |
| Patty Schnyder      | 7                   | 9              | 8         | 1        | 88,8                     | Victoire (6-2, 6-2) à Wimbledon 2007.                       |
| Svetlana Kuznetsova | 2                   | 19             | 16        | 3        | 84,2                     | Défaite (6-4, 7-6) à l'Open d'Australie 2011                |
| Elena Dementieva    | 3                   | 13             | 11        | 2        | 84,6                     | Victoire (6-3, 6-2) à l'Open de Miami                       |
| Nadia Petrova       | 3                   | 16             | 14        | 2        | 87,5                     | Victoire (6-1, 6-4) à Wimbledon 2010                        |
| Francesca Schiavone | 4                   | 8              | 7         | 1        | 87,5                     | Victoire (7-5, 6-4) à l'Open d'Australie 2008               |
| Vera Zvonareva      | 2                   | 6              | 6         | 0        | 100                      | Victoire (6-1, 6-4) à l'Open de Miami                       |
| Total               | -                   | 185            | 126       | 59       | 68,1                     |                                                             |

### Records
Justine est à ce jour la meilleure joueuse belge avec un total de 43 titres dont 7 Grands-Chelem.

### Records égalés
Au 30 mai 2010
- Seule joueuse de l'ère open, avec Monica Seles (1990-1992) et Iga Swiatek (2022-2024), à avoir remporté trois victoires consécutives à Roland-Garros (2005-2007). Record détenu aussi par deux autres joueuses avant l'ère open : Helen Wills Moody (1928-1930) et Hilde Sperling (1935-1937). Aucune de ces quatre joueuses n'a participé au tournoi de Roland-Garros l'année ayant suivi son 3e succès consécutif[Note 1].
- Record de sets consécutifs à Roland-Garros : 40 de 2005 à 2010 (série portant sur ses participations en 2005, 2006, 2007 et 2010 et terminée le 29 mai 2010, au 3e tour du tournoi)[23]. Elle égale le record de Helen Wills Moody qui avait remporté 40 sets consécutifs entre 1926 et 1932[24],[25],[26].

### Records approchés
Au 31 mai 2010
- Victoires de suite à Roland-Garros : 29 pour Chris Evert (1974-75-79-80-81), 25 pour Monica Seles (1990-91-92-96) et 24 pour Justine Henin (en 2005-2006-2007 et 2010).

- Victoires finales à Roland-Garros :
  - Chris Evert : 7 (1974, 1975, 1979, 1980, 1983, 1985, 1986)
  - Steffi Graf : 6 (1987, 1988, 1993, 1995, 1996, 1999)
  - Margaret Court Smith : 5 (1962, 1964, 1969, 1970, 1973)
  - Justine Henin : 4 (2003, 2005, 2006, 2007) et Helen Wills Moody 4 (1928, 1929, 1930, 1932)

## Récompenses et distinctions
- 2002 : élue « Sportive européenne de l'année » par l'Association européenne des journalistes.
- 2003 : élue « Sportive de l'année » par l'Association professionnelle belge des journalistes sportifs.
- 2003 : élue « Sportive européenne de l'année » par l'Association européenne des journalistes.
- 2003 :  Grand-croix de l'ordre de la Couronne[27]
- 2003 : Justine Henin remporte le trophée du mérite sportif individuel féminin.
- Le 10 octobre 2003, Justine Henin et Kim Clijsters ont été récompensées par le Comité olympique et interfédéral belge (COIB) du Trophée d'excellence.
- Le 16 février 2004, Justine Henin et Kim ont été décorées par le roi Albert II de la Grande Croix d'Honneur de la Couronne, une distinction rare, en reconnaissance de leur accomplissements sportifs.
- 2004 : élue « Sportive de l'année » par l'Association professionnelle belge des journalistes sportifs.
- En 2005, Justine reçoit le prix Whirpool Joueuse 6e Sens de l'année 2005 qui récompense le plus beau coup gagnant de l'année.
- Le 27 juin 2006, Justine a été nommée Championne de l’UNESCO pour le sport par le Directeur général de l’Organisation, Kōichirō Matsuura. Sa mission principale consistera à promouvoir la lutte contre le dopage.
- Le 5 septembre 2006, Justine Henin reçoit le Mérite sportif de la Communauté française.
- Le 11 décembre 2006, Justine Henin est récompensée du titre de championne du monde ITF 2006 par la Fédération internationale de tennis.
- Le 25 décembre 2006, Justine Henin est élue meilleure sportive de l'année au traditionnel référendum organisé par l'agence espagnole EFE devant Yelena Isinbayeva et Laure Manaudou.
- Le 2 janvier 2007, Justine Henin est couronnée du titre de "Sportive européenne de l'année" 2006 décerné par l'Union européenne de la presse sportive (UEPS).
- Le 13 janvier 2007, Justine Henin est élue SuperWallonne par les lecteurs des journaux des Éditions de l'Avenir, pour la deuxième année consécutive.
- Le 9 novembre 2007, Justine Henin reçoit le prix Whirpool Joueuse 6e Sens de l'année 2007, qui récompense le plus beau coup gagnant de l'année, décerné par un vote sur internet, elle remporte pour la 2e fois cette récompense après 2005.
- Le 16 décembre 2007, Justine Henin obtient son quatrième titre de "Sportive de l'Année" et est élue "Personnalité sportive de l'année".
- Le 17 décembre 2007, Justine Henin est sacrée championne du monde 2007 par la Fédération internationale de tennis.
- Le 20 décembre 2007, Justine Henin est élue joueuse de l'année 2007 par le magazine Tennis.
- Fin décembre 2007, Justine Henin est élue « Athlète féminine de l’année » à l’issue d’un vote organisé sur internet par l’« United States Sports Academy » (USSA) en collaboration avec le quotidien USA Today et la chaîne de télévision MSNBC[28].
- Le 18 février 2008, Justine Henin remporte le titre de « Sportive mondiale de l'année 2007 » lors des prestigieux Laureus World Sports Awards. C'est la première fois pour une sportive belge.
- Le 28 octobre 2008 : Justine Henin remporte pour la quatrième fois de sa carrière le trophée du mérite sportif individuel féminin, distinction qui salue l'ensemble de sa carrière [29].
- Le 15 septembre 2011 :  Commandeure du Mérite wallon (C.M.W.)[30]
- Le 8 juillet 2023, lauréate du Prix Philippe Chatrier, décerné par la Fédération internationale de tennis[8]

## Hors des courts

### Les 20 Cœurs de Justine
En 2004, Justine a lancé la fondation « Les 20 Cœurs de Justine » dans le but d'aider financièrement les familles confrontées au cancer des enfants, réaliser les rêves des enfants malades, mettre sur pied des vacances thérapeutiques et organiser des rencontres avec les enfants. En 2008, elle crée l'association Justine for kids. L’association a pour mission de soutenir les enfants malades ou handicapés et leurs familles en Belgique.[réf. nécessaire]

### Club Justine N1
Le 30 novembre 2007, en présence de sa famille et de Rudy Demotte, Justine Henin a inauguré à Limelette, en Brabant wallon, son nouveau club de tennis, ouvert à des joueurs de tous niveaux.

### Actrice
Justine Henin a fait ses débuts d'actrice dans le feuilleton Plus belle la vie le 8 mai 2009. Son apparition ne fut toutefois pas des plus longues : 33 secondes. Cette participation se faisait dans le cadre de l'émission Les Douze Travaux de Justine Henin où elle devait remplir divers défis.
En 2009, elle obtient un rôle dans la version belge de la pièce de théâtre Arrête de pleurer Pénélope mais, n'étant pas comédienne, elle souhaite se retirer du projet et jette l'éponge à deux semaines de la première.
Le 11 octobre 2011, elle annonce à la presse belge qu'elle va monter une comédie musicale sur sa vie.

### Consultante
En 2012, Justine Henin est consultante lors de Roland-Garros pour France Télévisions à partir des quarts de finale du tableau féminin et pour la RTBF pour la finale messieurs,.
En 2013, elle revient comme consultante lors de Roland-Garros pour France Télévisions durant la deuxième semaine du tournoi. Elle reprend ce poste en 2015 puis revient de nouveau sur France Télévisions lors de la finale de la Coupe Davis 2017.
Entre 2020 et 2022, elle est consultante officielle pour Eurosport France lors de l'Open d'Australie ainsi que pour l'US Open, en septembre de la même année.
Durant les Jeux olympiques 2020 à Tokyo, elle est consultante pour France Télévisions et commente des matchs de tennis avec Matthieu Lartot ou Fabien Lévêque.

### Coach
Le 11 février 2016, Justine annonce qu'elle va intégrer l'encadrement de l'Ukrainienne Elina Svitolina, alors 21e au classement WTA, en tant que « consultante spéciale ». Cette joueuse est également passée par son académie de tennis et s'est entrainée à Abou Dabi avec la joueuse belge avant le début de la saison 2016.

### Hommages
- L'astéroïde (11948) Justinehénin porte le nom de la joueuse de tennis Justine Henin.
- À l'occasion des Jeux olympiques d'été de 2012, la ville de Londres a rebaptisé ses stations de métro pour la durée de la compétition par des noms de sportifs dont celui de Justine Henin[39].